# Ceylontimalia
Ceylontimalia (Pellorneum fuscocapillus) är en fågel i familjen marktimalior inom ordningen tättingar.

## Utseende
Ceylontimalia är en rätt liten (16 cm) timalia, i formen liknande fläcktimalian. Fjäderdräkten är enhetligt brunfärgad, med beigeockra undersida och svartbrun hjässa och nacke. Näbben är kort och mörk.

## Utbredning och systematik
Ceylontimalia delas in i tre underarter med följande utbredning:
- Pellorneum fuscocapillus babaulti – låglänta områden på norra och östra Sri Lanka
- Pellorneum fuscocapillus fuscocapillus – fuktzonen på sydvästra och centrala Sri Lanka

## Levnadssätt
Ceylontimalian hittas i täta buskage, undervegetation och buskskog både i och utanför skogsområden, även i igenväxta områden intill bebyggelse. Den ses vanligen i par eller små grupper med upp till fem fåglar, mestadels födosökande på marken där den vänder på löv på jakt efter insekter. 

### Häckning
Fågeln häckar huvudsakligen i mars och april. Det kupolformat boet av torra löv och torr gräs placeras på marken. Däri lägger den två till tre vita, brunfläckade ägg.

## Status och hot
Arten har ett stort utbredningsområde, men tros minska i antal, dock inte tillräckligt kraftigt för att den ska betraktas som hotad. Internationella naturvårdsunionen IUCN listar arten som livskraftig (LC).